# Mother Mother
Mother Mother es una banda de rock indie y alternative rock canadiense creada en Isla Quadra, Columbia Británica. La banda está formada por Ryan Guldemond como guitarrista y voz principal, Molly Guldemond y Jasmin Parkin como vocalistas y tecladistas, Ali Siadat como baterista, y Mike Young como bajista. El bajista anterior, Jeremy Page dejó la banda en 2016.
En 2005, lanzaron de manera independiente su álbum homónimo de debut titulado como el antiguo nombre la banda, Mother. Más tarde cambiaron su nombre a Mother Mother, y relanzaron el álbum a través de Last Gang Records en 2007. El álbum cambio el nombre a Touch Up, y se incluyeron nuevas canciones, pero eliminando dos que pertenecían al viejo álbum, Home Recording y Mamma Told Me.
El segundo álbum de la banda, O My Heart, fue lanzado el 16 de septiembre de 2008; su tercer álbum, Eureka, fue lanzado el 15 de marzo de 2011; su cuarto álbum, The Sticks, fue lanzado el 18 de septiembre de 2012; y su quinto álbum, Very Good Bad Thing fue lanzado el 4 de noviembre de 2014, con un lanzamiento en Estados Unidos el 7 de abril de 2015, en Def Jam Recordings. Su sexto álbum, No Culture, fue lanzado el 10 de febrero de 2017, con otro lanzamiento de Def Jam Recordings en los Estados Unidos. Su séptimo álbum, Dance and Cry, fue lanzado el 2 de noviembre de 2018. A fines de 2020, las canciones de la banda se volvieron virales en TikTok, lo que provocó un aumento en las reproducciones en Spotify. En 2021 fue lanzado "Inside", seguido de su versión deluxe en 2022 que incluye 7 nuevas pistas, incluidas demos y una continuación a su canción más popular hasta la fecha, "Hayloft", titulada "Hayloft II". En el 16 de febrero de 2024 lanzaron su noveno álbum llamado "Grief Chapter".

## Historia
La banda empezó en Heriot Bay, Columbia Británica en enero de 2005, cuando el guitarrista y vocalista Ryan Guldemond estaba en la escuela de música y quiso empezar una banda basada en canciones de pop vocal-driven. Él reclutó a su hermana Molly junto con un amigo de la universidad, Debra-Jean Creelman, para acompañar su voz en las canciones que ya había escrito. El trío se presentó como un grupo de música acústica antes de añadir baterista Kenton Loewen y Jeremy Page como bajista.

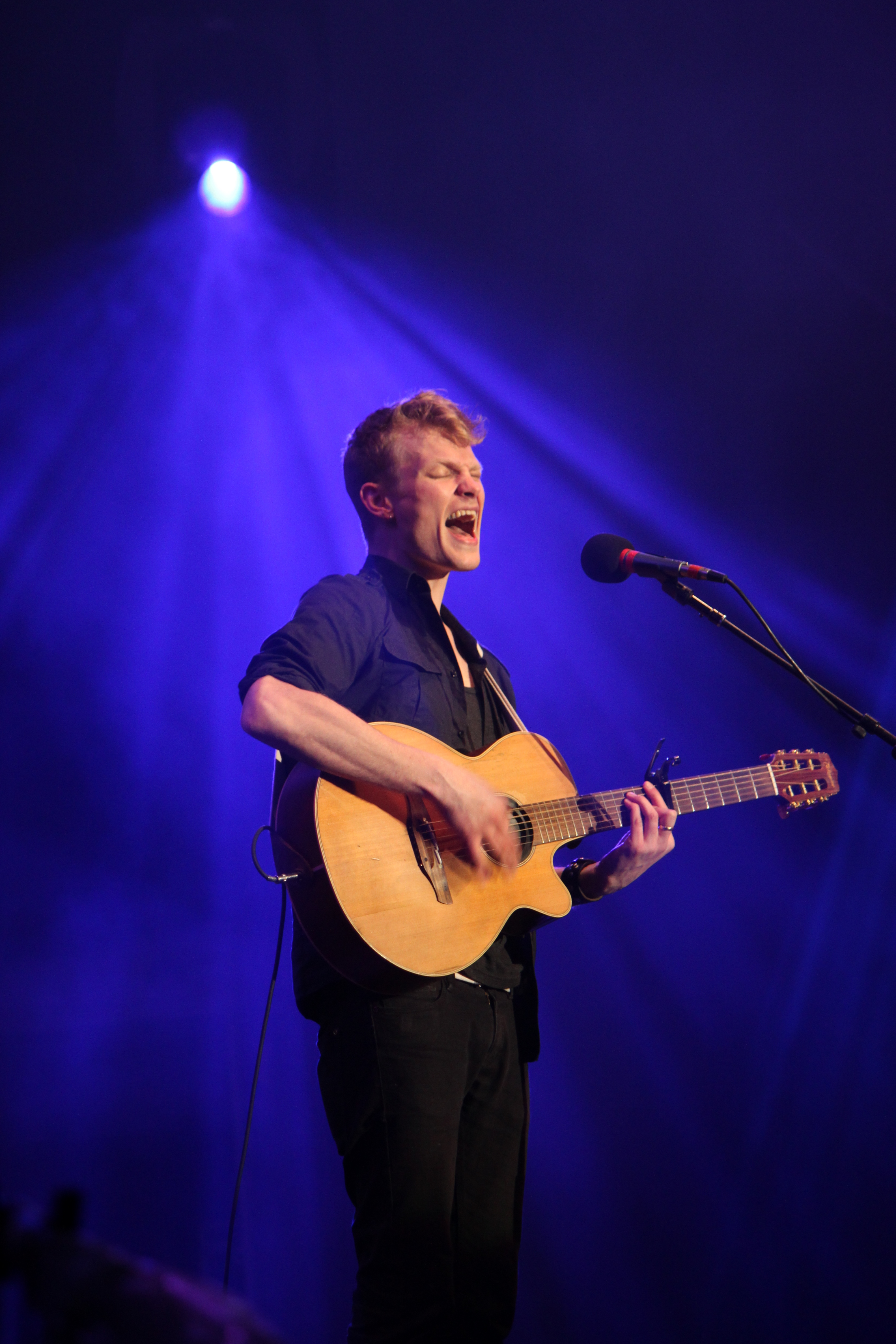
Ryan Guldemond

Los cinco miembros comenzaron a tocar bajo el nombre de Mother, y en el otoño de 2005, lanzaron de forma independiente un álbum homónimo. Este álbum debut fue grabado con Howard Redekopp, quien también había trabajado con los The New Pornographers y Tegan and Sara. Cuando la provincia de Vancouver calificó a Mother como una de las cinco mejores bandas de BC a tener en cuenta en 2007, comenzaron a recibir elogios por su álbum debut. Poco después, Mother consiguió un concierto inaugural transmitido a nivel nacional[¿cuándo?] para K'naan y los Wailin 'Jennys. En el verano de 2006, fueron teloneros para la banda australiana The Cat Empire en el Festival Internacional de Jazz de Vancouver con entradas agotadas. Más tarde ese año, hicieron su debut en el centro de Canadá en el Festival Internacional de Jazz de Montreal el 29 de junio, así como en Toronto el 1 de julio, Día de Canadá, en el Harbourfront Centre.
En octubre de 2006, después de tocar un set en el festival Pop Montreal, Mother se reunió con Last Gang Records y luego firmó un contrato por cuatro álbumes. En ese momento, el sello animó a la banda a cambiar su nombre para evitar problemas legales, y se rebautizaron como Mother Mother. El 20 de febrero de 2007, la banda relanzó su álbum debut con el nuevo nombre, renombró el álbum Touch Up e incluyó dos nuevas canciones, así como ilustraciones y nuevas grabaciones diferentes al original.
La banda lanzó su segundo álbum, O My Heart, en 2008. Más tarde ese año, el 3 de diciembre, se anunció que Debra-Jean Creelman había dejado a la banda; el 26 de enero de 2009, la banda anunció la incorporación de una nueva cantante y tecladista, Jasmin Parkin.
El tercer álbum de Mother Mother, Eureka, fue lanzado el 15 de marzo de 2011. El sencillo principal del álbum, "The Stand", entró en top 100 de canciones en Canadá en mayo de 2011 y alcanzó su punto máximo durante esa semana en la posición 76. El álbum llevó a un crítico del Toronto Star a describir a la banda como "evolucionando hacia armonías orquestales y baladas poderosas influenciadas por el hip hop, como si Adam Lambert se hubiera unido a The Dirty Projectors ".
El 9 de enero de 2012, Kraft Foods lanzó una serie de comerciales de televisión con la canción "Bright Idea".
El cuarto álbum de Mother Mother, The Sticks, fue lanzado el 18 de septiembre de 2012. Contiene 14 canciones y fue coproducido por el líder de la banda Ryan Guldemond y el productor Ben Kaplan. El primer sencillo, "Let's Fall in Love", fue lanzado el 17 de julio e interpretaron esta canción en su gira canadiense en 2012, tocando en su ciudad natal de Vancouver el 19 de diciembre.
En 2014, la banda firmó con Universal Music Canada para producir su quinto álbum, Very Good Bad Thing, que fue lanzado el 4 de noviembre de 2014. El primer sencillo del álbum, "Get Out the Way", fue lanzado el 15 de julio de 2014.
Mother Mother tocó en las fiesta de Año Nuevo de la ciudad de Brampton, Ontario, a fines de 2016.
El 24 de noviembre de 2016, la banda anunció su gira Canadian No Culture. Su gira comenzó en Nuevo Brunswick en febrero de 2017 y terminó en Columbia Británica a fines de marzo de 2017.
El 10 de febrero de 2017, se lanzó su sexto álbum No Culture.  El primer sencillo del álbum, "The Drugs", fue lanzado el 4 de noviembre de 2016.
El 2 de noviembre de 2018, la banda lanzó su séptimo álbum de estudio, Dance and Cry. El primer sencillo del álbum, "Get Up", fue lanzado el 14 de septiembre de 2018. La banda realizó una gira de apoyo para este álbum, tocando en 26 shows en América del Norte, comenzando el 7 de febrero de 2019 en Vancouver y terminando el 16 de marzo de 2019 en Buffalo, Nueva York. La gira incluyó un espectáculo con entradas agotadas en el Gramercy Theatre de Nueva York.
Aunque Mother Mother no había lanzado música nueva en dos años, las canciones de su álbum de 2007, O My Heart, se volvieron virales en la red social para compartir videos TikTok, lo que provocó que su música llegara a nuevos récords de reproducción en Spotify. En particular, las canciones "Hayloft", "Arms Tonite", "Wrecking Ball" y "Burning Pile", se hicieron populares, con videos que incluían cosplay y moda alternativa. Aunque ningún evento en particular causó el aumento en sus reproducciones, la música de la banda resonó en comunidades no binarias, ya que los usuarios usaron estas canciones de Mother Mother mientras discutían temas relacionados con el género. El vocalista principal, Ryan Guldemond, se refirió al aumento como "un gran honor y un gran cumplido cada vez que se sugiere que nuestra música podría servir como una banda sonora adecuada para un valiente viaje de autodescubrimiento que a menudo se contrapone a las normas sociales". Guldemond reiteró además que sus primeras canciones y álbumes "realmente lucharon por encajar perfectamente en los estándares de la industria, ya sea en formato rock o pop [... ] Cantaba directamente desde mi garganta y tenía un tono mucho más andrógino. Era muy rico en armonías unisexuales, además de letras excéntricas, estrafalarias y atrevidas. Quizás sea el momento adecuado para que la gente entienda esa música ".
Aunque la banda no había planeado hacer nueva música, en octubre de 2020, le dijeron a Rolling Stone que estaban completando su octavo álbum en The Warehouse Studio en Vancouver. Apodado como un "álbum de la pandemia", contendrá la "energía de los álbumes anteriores".
El 5 de marzo de 2021 fueron lanzadas a través de Youtube y Spotify dos nuevas canciones que formaran parte del nuevo álbum de la banda: "Stay Behind" y "I Got Love". Los videos de ambos sencillos fueron lanzados el 23 de marzo de 2021 y el 8 de abril de 2021 respectivamente. Para la realización del video musical de "I Got Love" la banda realizó una convocatoria a través de las redes sociales para que cualquier persona envíe un video para que forme parte de este, siendo la consigna "expresar su creatividad y su manera de ser única".

## Discografía

### Álbumes de estudio
| Touch Up                                      | - Lanzamiento: 27 de febrero de 2007 - Discográfica: Last Gang Records                 | -  |
| O my Heart                                    | - Lanzamiento: 16 de septiembre de 2008 - Discográfica: Last Gang Records              | -  |
| Eureka                                        | - Lanzamiento: 15 de marzo de 2011 - Discográfica: Last Gang Records                   | 8  |
| The Sticks                                    | - Lanzamiento: 18 de septiembre de 2012 - Discográfica: Last Gang Records              | 11 |
| Very Good Bad Thing                           | - Lanzamiento: 4 de noviembre de 2014 - Sello: Island Records / Universal Music Canada | 4  |
| No Culture                                    | - Lanzamiento: 10 de febrero de 2016 - Sello: Island Records / Universal Music Canada  | 7  |
| Dance and Cry                                 | - Lanzamiento: 2 de noviembre de 2018 - Disquera: Universal Music Canada               | 53 |
| Inside                                        | - Lanzamiento: 25 de junio de 2021 - Discográfica: Mother Mother Music                 | -  |
| Grief Chapter                                 | - Lanzamiento: 16 de febrero de 2024 - Discográfica: Mother Mother Music               | -  |
| "-" denota un lanzamiento que no se registró. |                                                                                        |    |

### Álbumes recopilatorios
|Demmos
|
- Lanzamiento: 15 de noviembre de 2024
- Discográfica: Mother Mother Music

| align="center" | -
|-

### Sencillos
| 2008                                      | "O My Heart"             | —  | 24 | 41 | — | O My Heart          |
| 2009                                      | "Body of Years"          | —  | 12 | 28 | — | O My Heart          |
| 2009                                      | "Hayloft"                | —  | 43 | —  | 8 | O My Heart          |
| 2011                                      | "The Stand"              | 76 | 3  | 23 | — | Eureka              |
| 2011                                      | "Baby Don't Dance"       | —  | 11 | 30 | — | Eureka              |
| 2011                                      | "Simply Simple"          | —  | 20 | 41 | — | Eureka              |
| 2012                                      | "Let's Fall In Love"     | —  | 3  | 13 | — | The Sticks          |
| 2012                                      | "Bit By Bit"             | —  | 4  | 22 | — | The Sticks          |
| 2013                                      | "Infinitesimal"          | —  | 12 | 26 | — | The Sticks          |
| 2014                                      | "Get Out the Way"        | —  | 9  | 21 | — | Very Good Bad Thing |
| 2014                                      | "Monkey Tree"            | —  | 9  | 15 | — | Very Good Bad Thing |
| 2015                                      | "Modern Love"            | —  | 18 | 26 | — | Very Good Bad Thing |
| 2016                                      | "The Drugs"              | —  | 1  | 4  | — | No Culture          |
| 2017                                      | "Love Stuck"             | —  | 14 | 14 | — | No Culture          |
| 2017                                      | "Baby Boy"               | —  | —  | 38 | — | No Culture          |
| 2018                                      | "Get Up"                 | —  | 1  | 7  | — | Dance and Cry       |
| 2018                                      | "It's Alright"           | —  | —  | 13 | — | Dance and Cry       |
| 2019                                      | "Give Me Back the Night" | —  | —  | 17 | — | Dance and Cry       |
| 2021                                      | "I Got Love"             | —  | —  | 14 | — | Inside              |
| 2021                                      | "Stay Behind"            | —  | —  | —  | — | Inside              |
| "—" refiere a que ese sencillo no llegó a |                          |    |    |    |   |                     |

- "Touch Up” (2007)[20]
- "O My Heart" (2008)[21]
- "Burning Pile" (2008)[22]
- "Body Of Years" (2009)[23]
- "Hayloft" (2009)[24]
- "The Stand" (2011)[25]
- "Baby Don't Dance" (2011)[26]
- "Let's Fall in Love" (2012)[27]
- "Bit By Bit" (2012)[28]
- "Get Out the Way" (2014)[29]
- "Monkey Tree" (2014)[30]
- "Modern Love" (2015)[31]
- "The Drugs" (2016)[32]
- "Love Stuck" (2017)[33]
- "Stay Behind" (2021)[34]
- "Hayloft II" (2022)[35]
- "Normalize" (2023)
- "To My Heart" (2023)[36]
- "The Matrix" (2023)
- "Nobody Escapes" (2024)[37]
- "Explode!" (2024)